# Leno Šoštarić
Leonard Leno Šoštarić (Gorjakovo, 4. studenoga 1937. – Karlovac, 1. svibnja 2021.), bio je najtrofejniji hrvatski i jugoslavenski vozač motocrossa i jedan od karlovačkih sportaša s najviše trofeja.

## Životopis
Leonard Šoštarić rođen je 4. studenoga 1937. godine u Gorjakovu kod Pregrade, u Hrvatskom zagorju, a u Karlovac je doselio 1952. godine kao 15-godišnjak. U Karlovcu je završio školovanje za grafičkog mehaničara u Industrijskoj školi metalske struke (sada Tehnička škola) i bio zaposlen u karlovačkoj tiskari Ognjen Prica kasnije Lana-Karlovačka tiskara. 
Leno Šoštarić suvereno je dominirao ovim sportom na državnim i svjetskim prvenstvima. Zbog njega se grad Karlovac našao na kalendaru najvećih motocross utrka, a staza podno Dubovca proglašena je svojevremeno jednom od najatraktivnijih staza na svijetu.
Bio je član Auto moto društva Karlovac (AMD Karlovac) od 1955. godine. Nastupao je u motocrossu od 1961. do 1980. godine, a najznačajnije rezultate u motocrossu postigao je između 1967. i 1977. godine. Bio je sedmerostruki prvak Jugoslavije u klasi motora od 250 ccm: 1968., 1969., 1970., 1974., 1975., 1976. i 1977. godine, a četiri puta viceprvak države: 1967., 1971., 1972. i 1973. godine.                
Niz uspjeha imao je i u međunarodnim natjecanjima kao višestruki reprezentativac Jugoslavije. Godine 1967. u Mađarskoj bio je treći u borbi za Nagradu Budimpešte i trinaesti u utrci za Svjetsko prvenstvo (SP) i Veliku nagradu SSSR u Bjelgorodu. Godine 1968. bio je treći na prvenstvu Balkana, 1970. godine peti u Kupu Karavanki, 1973. godine jedanaesti u utrci za SP i Veliku nagradu Jugoslavije u Mariboru. Godine 1974. u Karlovcu na stazi na Dubovcu održana je utrka za SP, a među 36 vozača iz 15 zemalja Europe i Amerike Leno Šoštarić dobio je pokal Sportskih novosti kao najuspješniji Jugoslaven.        
Natjecao se u motocrossu i u klasi motora od 500 ccm te u moto skokovima. Savezni kapetan i trener reprezentacije Jugoslavije bio je 1984. i 1985. godine.
Leno Šoštarić skupo je plaćao brojne uspjehe na teškim stazama, više puta lomio je ruke, noge i rebra, ali padovi i ozljede nisu nikada umanjili njegovu neizmjernu ljubav prema motorima i motocrossu.
Razdoblje motocrossa u Karlovcu počinje 1961. godine. Prvo motocross natjecanje održano je 18. lipnja 1961. godine, za republičko prvenstvo. Staza je bila u Šancu pokraj Ruskog puta na rubovima Zvijezde najstarijeg dijela Karlovca.  Leonard Leno Šoštarić je započeo natjecanja u motocrossu na zadnjoj trci u jesen 1961. godine i  tada je osvojio 5. mjesto u Hrvatskoj.  Iduće 1962. godine u utrkama za prvenstvo Hrvatske klasa 250 ccm osvaja 3. mjesto u Hrvatskoj i najavljuje blistavu karijeru. Druga motocross utrka na padinama Šanca održana  je 8. srpnja 1962. godine, za republičko prvenstvo. Među 22 vozača nastupio je prvi puta u Šancu i Leno Šoštarić. Treća utrka održana je 12. lipnja 1966. godine, na međurepubličkom natjecanju startala su 23 vozača iz Hrvatske i Slovenije, u reprezentaciji Hrvatske bio je Leno Šoštarić. Posljednje službeno natjecanje vozača motocrossa na stazi u Šancu održano je 7. svibnja 1967. godine. Nakon toga sportaši sele na brežuljak ispod starog grada Dubovca. Atraktivna staza duga 1816 metara otvorena je 21. svibnja 1967. godine, pred oko 15.000 gledatelja utrkom za državno prvenstvo u kojoj je pobijedio Leno Šoštarić.
Podno Starog grada Dubovca vozile su se motocross utrke gdje su Karlovčani 4 puta bili domaćini utrka za Svjetsko prvenstvo i Veliku nagradu Jugoslavije u klasi motora od 250 ccm. Bila je tada to najatraktivnija staza na svijetu koja je ugostila najbolje svjetske i europske vozače motocrossa. Leno Šoštarić je bio sjajan vozač na domaćoj stazi bodren od više tisuća gledatelja uz stazu i još puno više njih pored TV ekrana koji su gledali utrke iz Karlovca. Zbog zaštite gradine Dubovac i njezine okolice prestala su natjecanja na izuzetnoj stazi za motocross te je na otkupljenom zemljištu na Slunjskim brdima potkraj travnja 1975. godine državni prvak Leno Šoštarić započeo radove za novu stazu. Prva utrka na novoj stazi dugoj 1920 metara na Slunjskim brdima održana je 18. svibnja 1975. godine, a u međunarodnoj konkurenciji pobijedio je Leno Šoštarić koji je te godine proglašen i za najboljeg motociklistu Hrvatske. Zaslužan je za razvoj motocrossa u Jastrebarskom. Malo je poznato da je Leno Šoštarić 1979. godine kreirao motocross stazu u Mladini koja je uvijek dobivala odlične ocjene i kritike od najkvalitetnijih vozača koji su se na njoj natjecali.
Umro je 1. svibnja 2021. godine u Karlovcu. 

## Sportska karijera
- 1961. – 5. mjesto u Hrvatskoj
- 1962. – 3. mjesto u Hrvatskoj
- 1962. – 4. mjesto na 1. Ljubeljskom motocrossu – međunarodna utrka
- 1963. – 3. mjesto na prvenstvu Jugoslavije
- 1964. – 7. mjesto u Kišenjevu na „Dunavskom kupu“
- 1965. – 1966. – pauza zbog motora
- 1967. – 2. mjesto u Jugoslaviji
- 1967. – 3. mjesto za „Nagradu Budimpešte“ u Mađarskoj
- 1967. – 13. mjesto na Svjetskom prvenstvu i Grand Prix SSSR
- 1968. – 1. mjesto u Jugoslaviji
- 1968. – 3. mjesto na  „Balkanskom šampionatu“
- 1969. – 1. mjesto u Jugoslaviji
- 1970. – 1. mjesto u Jugoslaviji
- 1970. – 5. mjesto na kupu „Karavanki“ – međunarodna utrka
- 1971. – 2. mjesto u Jugoslaviji
- 1971. – 1. mjesto u Jugoslaviji ekipno
- 1972. – 2. mjesto u Jugoslaviji
- 1973. – 2. mjesto u Jugoslaviji
- 1973. – 11. mjesto na Svjetskom prvenstvu i Grand Prix Jugoslavije u Mariboru
- 1974. – 1. mjesto u Jugoslaviji
- 1975. – 1. mjesto u Jugoslaviji
- 1976. – 1. mjesto u Jugoslaviji
- 1977. – 1. mjesto u Jugoslaviji
- 1977. – 1. mjesto u Jugoslaviji ekipno

## Nagrade i priznanja
Dobio je Plaketu AMD Amater iz Jastrebarskog.
Dobitnik je dvije Zlatne kacige AMSJ 1970. i 1976. godine, najvišeg priznanja u motosportu nakon što je u dva navrata po tri puta za redom osvajao naslov državnog prvaka. Dobitnik je tri jubilarne zlatne medalje s poveljom AMSJ 1971, 1976. i 1986. godine. Više puta je proglašen za sportaša godine grada Karlovca 1968. - posebna nagrada, 1970., 1976., 1977., te najboljeg sportaša grada Karlovca u anketi Karlovačkog tjednika 1962., 1965., 1967., 1968., 1969., 1970., 1971., 1972., 1973., 1974., 1975., 1976., 1977., 1978. Dobitnik je Majske nagrade grada Karlovca 1968., Plakete „Boris Kidrić“ Vijeća Narodne tehnike Jugoslavije 1970., sedam nagrada od Saveza organizacija za fizičku kulturu Karlovac (SOFK-e) 1968., 1970., 1971., 1975., 1976., 1977. i 1978. godine i brojnih drugih priznanja.
Godine 2000. biran je među najbolje sportaše 20. stoljeća u Karlovačkoj županiji.
Na prijedlog Hrvatskog motociklističkog saveza i Autokluba Karlovac te povodom šezdesete obljetnice motocross utrke održane 8. srpnja 1962. godine na kojoj je prvi puta Leno Šoštarić nastupio u Šancu u Karlovcu, Gradsko vijeće grada Karlovca donijelo je odluku o imenovanju prostora u Šancu u Karlovcu nazivom „Perivoj Leonarda – Lene Šoštarića“.

## Vanjske poveznice
- IN MEMORIAM – gosp. Leonard Leno Šoštarić  Arhivirana inačica izvorne stranice od 14. srpnja 2022. (Wayback Machine), hms-moto.hr